# 柏科
柏科（学名：Cupressaceae）植物广泛分布在全世界，包括27-30个属，（其中有17个属只有单一种），大约有130-140种。
柏科植物是分布最广的针叶植物，几乎遍布除南极洲以外的世界各地，从北纬70° 挪威北极区域的刺柏到南纬55°智利的智利柏，生活在西藏海拔5200公尺地区的滇藏方枝柏是已知能在海拔最高区域存活的木本植物。

## 形态
绝大部分是雌雄同株的，也有很少种是雌雄异株的，一般都是乔木，最高的可达130公尺，也有少数种是灌木。树皮都是发红棕色，绳状结构，脱落时都是竖条形，只有少数种例外。
绝大部分种为常绿植物，叶子可成活2－10年，但三个属（落羽杉属、水杉属和水松属）是落叶树。
柏科植物的叶呈螺旋状排列，芽叶一般是尖针状，成熟后呈鳞片状，但也有的种终生为针状。球花的雄蕊及具胚珠的鳞片亦交互对生，很少三个轮生；雄球花的雄蕊有2－6药囊，雌球花全部或部分种鳞具有一至多数胚珠、苞鳞和种鳞结合。
卵形或圆球形球果当年或第二年成熟；果实一般为坚果，也有浆果（如刺柏属）；鳞片木质扁平或盾形，发育的鳞片具有一至多个种子，种子具翅或无翅。

## 分类
最新的分类法将以前单独分为“杉科”的植物划入柏科，只是其中的金松属被单独分为金松科。
柏科被划分为7个亚科：
- 杉亚科（Cunninghamioideae）：杉属；
- 密叶杉亚科（Athrotaxidoideae）：密叶杉属；
- 台湾杉亚科（Taiwanioideae）：台湾杉属；
- 紅杉亚科（Sequoioideae）：红杉属，巨杉属，水杉属；
- 落羽杉亚科（Taxodioideae）：落羽杉属，水松属，柳杉属；
- 柏松亚科（Callitroideae）：柏松属，澳洲柏松属，新喀里多尼亚柏松属，非洲柏松属，塔斯马尼亚柏松属，智利肖柏属，智利雪松属，肖楠属，智利柏属，巴布亚柏松属；
- 柏亚科（Cupressoideae）：崖柏属，罗汉柏属，扁柏属，福建柏属，翠柏属，四鳞柏属，小侧柏属，侧柏属，澳洲柏属，柏木属，刺柏属。

本属包括以下物种：
- 澳洲柏松屬 Actinostrobus
- 密葉杉屬 Athrotaxis
- 智利雪松屬 Austrocedrus
- 柏松屬 Callitris
- 澳洲柏屬 Callitropsis  * (柏木屬)
- 翠柏屬 Calocedrus
- 扁柏屬 Chamaecyparis
- 柳杉屬 Cryptomeria
- 杉屬 Cunninghamia
- 柏木屬 Cupressus
- 塔斯馬尼亞柏松屬 Diselma
- 智利肖柏屬 Fitzroya
- 福建柏屬 Fokienia
- 水松屬 Glyptostrobus
- 刺柏屬 Juniperus
- 肖楠屬 Libocedrus
- Mesocyparis E.E.McIver & J.F.Basinger, 1987
  - Mesocyparis borealis McIver & Basinger, 1987
  - Mesocyparis umbonata[1]
- 水杉屬 Metasequoia Hu & W.C.Cheng, 1948
- 小側柏屬 Microbiota Kom., 1923
- 新喀里多尼亞柏松屬 Neocallitropsis Florin, 1944
- 巴布亞柏松屬 Papuacedrus H.L.Li, 1953* (肖楠屬)
- 智南柏屬 Pilgerodendron Florin, 1930* (肖楠屬)
- 側柏屬 Platycladus
- 紅杉屬 Sequoia
- 巨杉屬 Sequoiadendron
- 臺灣杉屬 Taiwania
- 落羽杉屬 Taxodium
- 四鱗柏屬 Tetraclinis
- 崖柏屬 Thuja
- 羅漢柏屬 Thujopsis
- 非洲柏松屬 Widdringtonia

* - 有的分類學家主張併入括弧中的屬裏面

## 世界之最

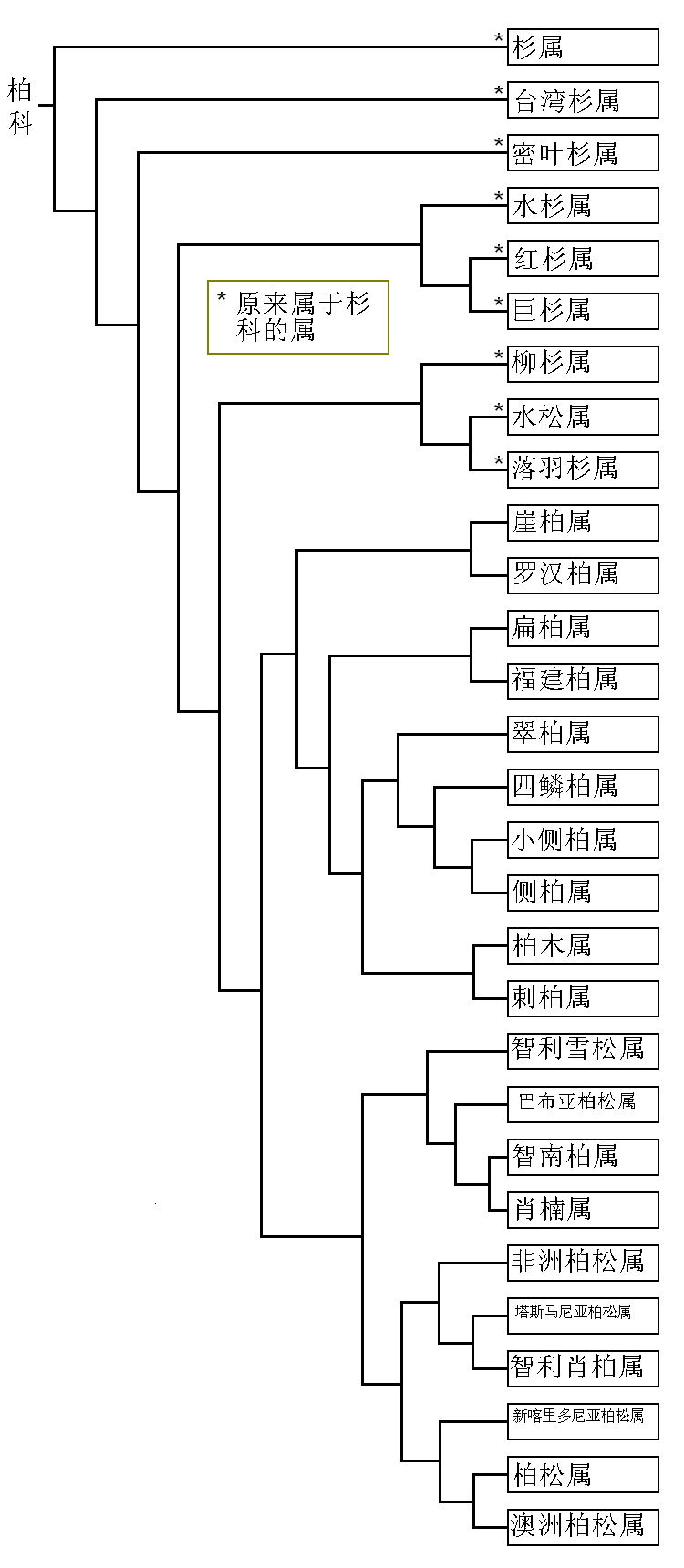
柏科谱系图

柏科植物包括世界上最大的、最高的、木材最硬的和第二长寿的物种：
- 最大的 – 巨杉属的世界爷；
- 最高的 – 红杉属的红杉；
- 最粗的 - 落羽杉属的墨西哥落羽杉；
- 寿命第二长的 - 智利肖柏属的智利柏（仅次于刺果松）。

## 用途

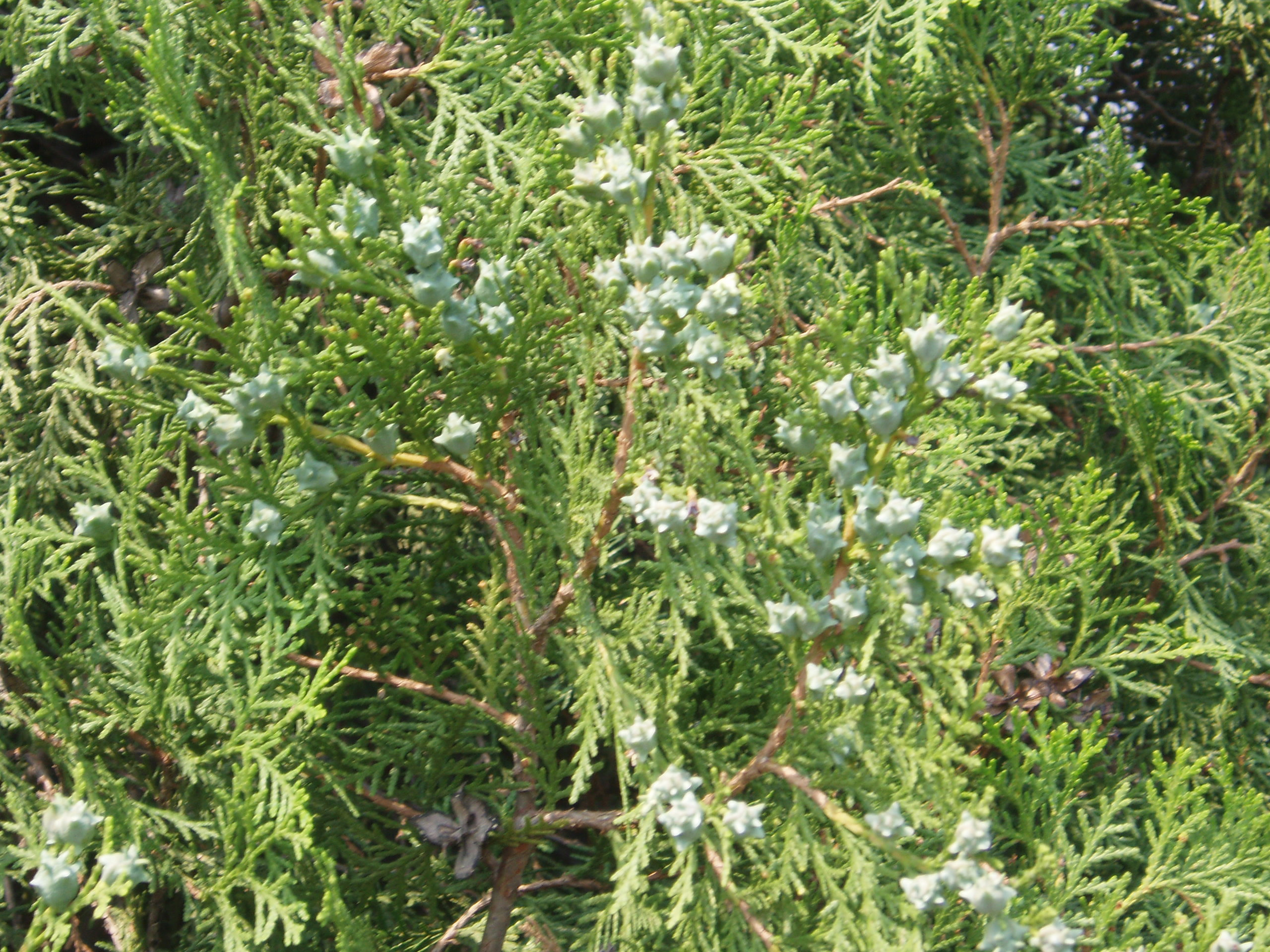
侧柏叶和果实

柏科植物很多种类是主要的木材原料，其中重要的是柳杉属、杉属、落羽杉属、翠柏属、红杉属、柏木属、扁柏属和崖柏属的品种。此外在园艺上也是重要的植物种群，尤其是刺柏属植物，被培植出蓝色、灰色、黄色的各种品系；崖柏属的植物也被培植出多种矮化品种；水杉、美国扁柏和側柏等也是被广泛种植的园艺品种，还有些品种被种植作为圣诞树。
日本柳杉 (Cryptomeria japonica)是日本的国树；墨西哥落羽杉 (Taxodium mucronatum)是墨西哥的国树；巨杉和紅杉是加利福尼亚州的并列的州树；落羽杉（Taxodium distichum）是路易斯安那州的州树；北美白松（Juniperus virginiana）木材可以防虫蛀，用来做家具；刺柏浆果（杜松子）是造金酒的原料。
北美翠柏（Calocedrus decurrens）的木材是制造铅笔的主要用材；福建柏的根可以提炼芳香油，用于药和化妆品生产。
柏科植物的花粉容易让部分人产生过敏致病，日本柳杉曾经造成问题。
刺柏是胶锈菌属（Gymnosporangium）真菌的宿主，这种菌可以造成苹果、梨等果树发生锈病。

## 延伸阅读
[在维基数据编辑]
 《欽定古今圖書集成·博物彙編·草木典·柏部》，出自陈梦雷《古今圖書集成》
 《植物名實圖考·柏》，出自吳其濬《植物名實圖考》